# ザスター
ザスター(Xasthur)は、1995年にアメリカ合衆国でMalefic(本名Scott Conner)によって結成されたブラックメタルプロジェクト。

## メンバー

### 現在のメンバー
- Malefic (Vocal,Guitar,Bass,Drums,Key)

## 来歴
地元でいくつかのデスメタルバンドでプレイした後、1995年にアメリカ合衆国カリフォルニア州アルハンブラで結成。
最初期は何人かメンバーが居たものの、徐々にMaleficのソロプロジェクトへと移行した。
2002年、1stアルバムをリリース。
2010年、Maleficは8thアルバムPortal of Sorrowをリリース。同時に、解散を発表。本プロジェクトに対する熱意が失われたことを原因の一つとして挙げている。Pitchfork Mediaでのインタビューでは「ザスターが今後ライブを行うことは絶対にないだろう」と述べており、また、「再結成もないだろう」と述べている。
同年、Xasthurの1stアルバムから名前をとった一人プロジェクトNocturnal Poisoningを始動。1stアルバムは2013年にリリースされる予定だと言う。
To Violate the Obliviousに収録されている"Walker of Dissonant Worlds"にのみMVがある。

## 音楽的特徴とエピソードなど
Maleficはバーズムやグレイヴランドのような一人ブラックメタルプロジェクトに影響を受けてザスターをワンマンプロジェクトにしようと思ったと言う。彼は「俺がバーズムから一番影響を受けた部分は(一般的に考えられているのとは違って)、ヴァーグがバーズムを全部一人でやっていたところなんだ。それなら、俺にだって出来るだろ！？」と述べている。
ローファイなサウンドやコープスペイントを用いてはいるものの、音楽的にも歌詞的にも従来のブラックメタルが扱ってきたペイガニズムやサタニズム、反キリスト教をテーマにしていない。むしろ、主としてテーマにしたものはアストラル投射、暗黒、絶望、自殺、憎悪、そして死であり、いわゆるデプレッシブブラックメタルであった。
Sunn O)))とツアーをともにしたり、Nachtmystiumに参加したりしていた。

## ディスコグラフィ

### スタジオアルバム
- 2002年 - Nocturnal Posoning
- 2003年 - The Funeral of Being
- 2004年 - Telepathic with the Deceased
- 2004年 - To Violate the Oblivious
- 2006年 - Subliminal Genocide
- 2007年 - Defective Epitaph
- 2009年 - All Reflections Drained
- 2010年 - Portal of Sorrow